# HSV Houten Dragons
Honk- en Softbalvereniging Houten Dragons, gevestigd in de Utrechtse gemeente Houten, is amateurvereniging die in verschillende klassen honkbal, softbal en beeball uitkomt. De vereniging is geregistreerd bij de KNBSB.

## Historie
Houten Dragons is opgericht op 25 augustus 2000 onder leiding van Marco Odijk. Tijdens de jaarlijkse lokale activiteitenmarkt werd er door hem met behulp van enkele honkballiefhebbers een stand bemand. Bij deze stand meldden zich uiteindelijk 40 geïnteresseerden die zich direct aanmeldden voor een proeftraining van de toen nog officieel naamloze en nog op te richten honk- en softbalvereniging. De eerste proeftrainingen werden door een de initiatiefnemers verzorgd en vonden plaats in de gehuurde gymzaal ‘Klavertje Vier’.
Een overgroot deel van de mensen die zich hadden aangemeld bij de stand waren op zaterdag 30 september dan ook present bij de eerste training. Vanwege de grote belangstelling werden er verdere stappen ondernomen, zoals het afhuren van een grotere sportzaal en het aanmelden bij de juiste instanties om officieel een vereniging te worden. Op 12 december 2000 werd de vereniging onder notarieel toezicht officieel en met terugwerkende kracht opgericht. De naam van de vereniging, gekozen door een stemronde onder de leden, werd Honk- en Softbal Vereniging Houten Dragons. Op 1 januari 2001 telde de vereniging 70 leden.
Door de jaren heen ontwikkelde de vereniging zich verder en het ledenaantal groeide gestaag tot het huidige aantal.

## Accommodatie
De huidige locatie van de Houten Dragons is gemeentelijk sportcomplex De Meerpaal aan de Groen Hoon 1 in Houten. Deze accommodatie is aan de rand van de stad aangelegd. Er zijn daar drie verenigingen actief, namelijk Hockeyclub Houten en Handbalvereniging Houten. Het sportcomplex werd officieel geopend op vrijdag 20 september 2013.
Voor honkbal, softbal en beeball beschikt De Meerpaal over drie velden, waaronder een verlicht softbalveld. Tevens beschikt de accommodatie over meerdere kleedkamers en een modern clubhuis. Trainingen en wedstrijden zijn vrij te bezichtigen.

## Tenue
Het officiële tenue bestaat uit gele sokken met witte strepen aan de zijkants, een wit ondershirt met gele mouwen, een grijze broek of een blauwe korte broek met logo, een blauwe pet met logo en een jersey met logo. Het logo een gele met blauwe draak. Op de pet staat aan de linkerzijde de naam van de speler gedrukt. Verder is er ook nog een blauwe trui met het logo.